# لوتشيانو بونس
لوتشيانو بونس (بالإسبانية: Luciano Pons)‏ (18 أبريل 1990 في الأرجنتين - ) هو لاعب كرة قدم أرجنتيني في مركز الهجوم.

## وصلات خارجية
- لوتشيانو بونس على موقع قاعدة بيانات كرة القدم.إي يو (الإنجليزية)
- لوتشيانو بونس على موقع Soccerway.com (الإنجليزية)